# 昌平高等学校 (1948-1969)
昌平高等学校（しょうへいこうとうがっこう）とは、学校法人昌平黌がかつて設置した私立高等学校。

## 概要

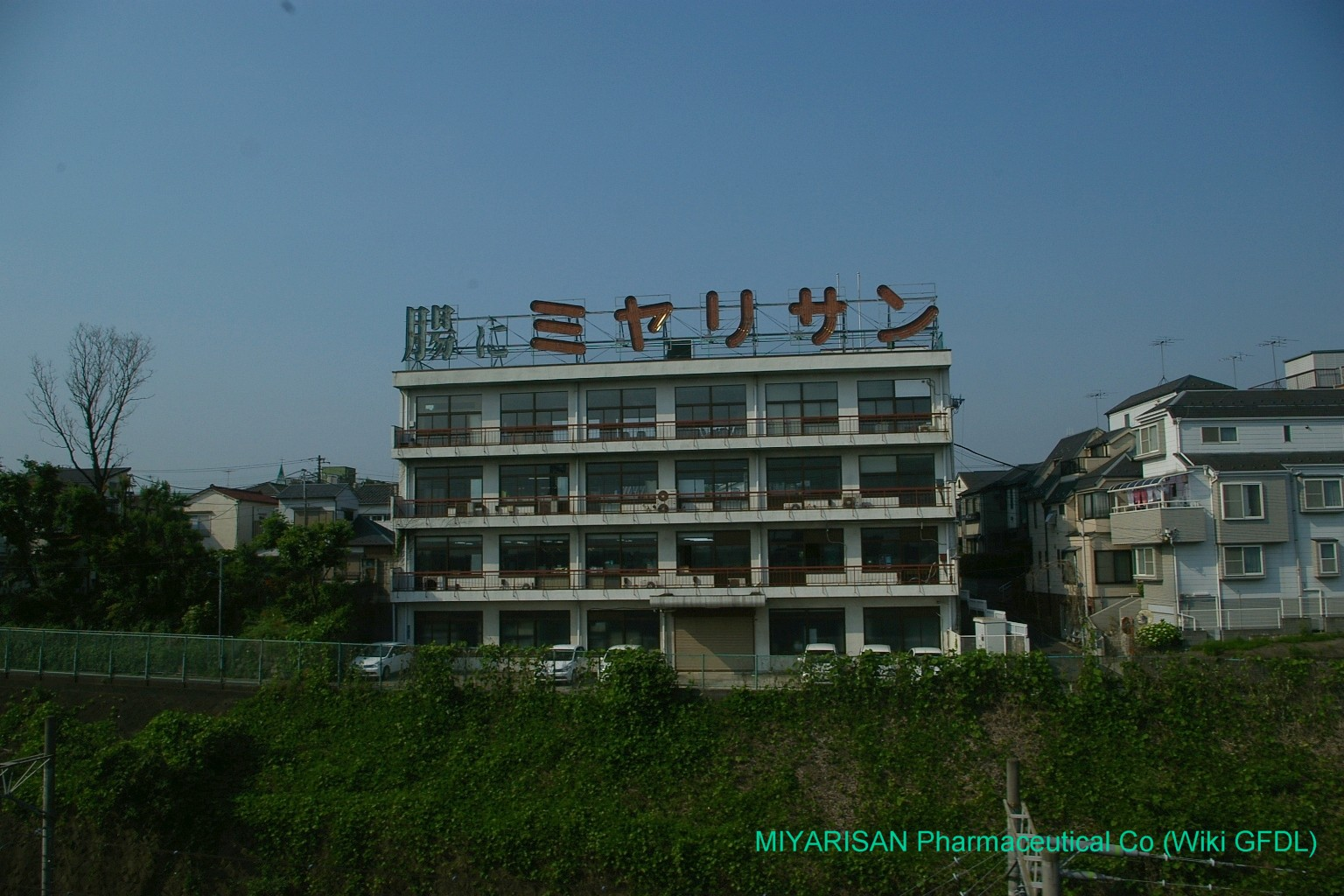
旧昌平高校北中里校舎（休校後にミヤリサン製薬が校舎を譲り受け現在も社屋として使用している）

日本最古の夜学であり明治から昭和中期まで存続した。最盛期の昭和20年代には在校生1800人を数えたが、その後定時制の都立高校が増加したために入学者が減少し、1966年（昭和41年）に募集を停止した。
なお、同法人は2000年に東日本国際大学附属昌平中学・高等学校を設置しているが、改称を経たものではなく、関連性も薄く、時間の開きがあるため別に扱う。また、同校の前身に相当する開成夜学校、開成中等学校（旧制中等教育学校）、昌平中学、昌平中学校（旧制中学校）もここで扱う。

## 歴史
- 1903年（明治36年） - 東京開成中学校内に開成夜学校を設立
- 1923年（大正12年） - 関東大震災により神田駿河台2－3に移転　※なお、同時に東京開成中学校は日暮里に移転している。
- 1926年（昭和 2年） - 開成中等学校に改称
- 1936年（昭和11年） - 昌平中学と改称（昌平中学校の誤記ではない）
- 1944年（昭和19年） - 昌平中学校設立
- 1948年（昭和23年） - 学制改革により昌平高等学校と改称
- 1962年（昭和37年） - 橋行蔵理事長死去、後任に川西正鑑（元東洋大学学長・理事長）就任
- 1963年（昭和38年） - 北区上中里1－10に新校舎を建設[1]し、移転
- 1965年（昭和40年） - 川西正鑑理事長退任、後任に田久孝翁 （田久建設社長）就任
- 1966年（昭和41年） - 募集停止

※なお生徒や教職員等は廃校反対の実行委員会を設立し、田久理事長が自ら設立した短期大学に資金流用していると抗議した。
- 1979年（昭和54年） - 廃止

## 著名な出身者
- 小松方正（俳優・声優）
- 戸田城聖（宗教家、第二代創価学会会長）
- 瀬戸山三男（政治家、建設大臣・法務大臣・文部大臣を歴任）
- 武藤富男（教育者、キリスト教牧師、恵泉女学園理事長・東京神学大学理事長を歴任）
- 森田宗一（東京家裁判事、専門は少年法）